# Заветни крст у Батајници
Заветни крст у Батајници налази се на територији општине Земун у Батајници. Подигнут је 1946, обновљен је 2011. године и замењен гвозденим крстом. Мештани Батајнице сваке године одржавају литије 3. јуна на празник цара Константина и царице Јелене. Црквене хронике бележе да је лед седам година узастопно уништавао жито и винограде, због чега мештани већ више од једног века уназад упућују молитве Богу да их заштити.
На постаменту Заветног крста пише: „Ако су вам срца хладна нека вас греју наше топле руке, нека вам светлост обасја пут вечни, да вас не забораве ветрови Дунава који говоре и ћуте“.